# Nipponaclerda triumpha
Nipponaclerda triumpha  (лат.) — вид полужесткокрылых насекомых-червецов рода Nipponaclerda из семейства аклердиды (Aclerdidae).

## Распространение
Восточная Азия: Китай (Anhui,=Anhwei).

## Описание
Питаются соками таких растений, как Poaceae (Sinarundinaria nitida).
Вид был впервые описан в 1998 году энтомологом К. Жангом (Zhang, X. F.).
Таксон Nipponaclerda triumpha включён в состав рода Nipponaclerda вместе с таксонами Nipponaclerda biwakoensis, Nipponaclerda leptodermis, Nipponaclerda turanica.